# Tritantekmo (satrap)
Tritantekmo (perz. Ciçantakhma, elam. Ṣi-iš-šá-an-tak-ma, akad. Ši-it-ra-an-taḫ-ma, grč. Tritantaechmes) je bio satrap pokrajine Babilonije, jedne od najvažnijih administrativnih jedinica Perzijskog Carstva. Herodot ga naziva sinom Artabaza, što prema kronologiji podrazumijeva kako je Tritantekmo vladao u vrijeme Herodotova života (sredina 5. stoljeća pr. Kr.). Grčki povjesničar opisuje sav raskoš perzijskog Babilona, te golemo bogatstvo babilonijskog satrapa. Navodi da je „Babilon hranio carstvo četiri od dvanaest mjeseci u godini“, kako je Tritantekmo imao 800 konja i 16.000 kobila, te toliki broj indijskih pasa da su četiri sela bila zadužena samo za proizvodnju hrane za pse.

## Poveznice
- Perzijsko Carstvo
- Babilonija
- Artabaz I.

## Vanjske poveznice
- Tritantekmo (Tritantaechmes), AncientLibrary.com  Arhivirana inačica izvorne stranice od 17. prosinca 2005. (Wayback Machine)
- Herodot, I. 192.
- Robin Waterfield i Carolyn Dewald: „Herodotova Povijest“, str. 612.